# 安田理大
安田理大（1987年12月20日—），已退役日本職業足球員，司職左後衛，前日本國家足球隊成員。

## 俱樂部生涯
安田理大在大阪府立吹田东高等学校毕业后，于2006年加盟大阪飞脚。该年他一直在替补席上，全季仅上阵两场，但于2007年开始受到重用，并且是球队参加日本联赛杯的主力成员。在决赛对川崎前锋时射入致胜一球助球队赢1:0，赛后除被选为决赛的MVP以及成为赛事的最佳新人球员。
安田理大在2011年1月从日职联赛的大阪飞脚加盟维特斯，在队中基本处于主力与替补之间。 
冬歇期转会到荷甲球队维特斯的日本边后卫安田理大迎来了自己的首次荷甲比赛，身披16号战袍的他在本场比赛中首发出场打满全场，可惜的是球队以0比1不敌威廉二世。
荷甲联赛球队维特斯官方宣布本赛季结束后将不再与后卫安田理大续约，这就意味著他将在今年夏天成为自由球员。
磐田喜悦官方宣布边后卫安田理大自由转会加盟，安田理大今年夏天奔走欧洲各国球队试训失败后选择返回日本国内，这也是他时隔2年半后重返日职联赛
日职球队鸟栖砂岩官方宣布磐田喜悦后卫安田理大正式加盟。
神户胜利船官方宣布鸟栖砂岩后卫安田理大正式加盟。
日职联赛神户胜利船官方宣布，上周六15日在队内训练中受伤的后卫安田理大，经详细检查后确诊为左膝内侧侧副韧带损伤，预计休战4周时间。
安田理大在2017年从当时在日职联赛降级的名古屋鲸鱼加盟釜山IPark。
新潟天鹅在同一日宣布安田理大从韩国釜山IPark加盟。
安田理大上赛季效力新潟天鹅，并于2019年1月离开了球队。
年初与新潟天鹅解约的前日本国脚安田理大加盟千叶市原。
松本山雅宣布，前国脚左后卫安田理大退役，16年职业生涯结束。

## 獎項

### 個人
- 日本聯賽盃MVP - 2007年
- 日本聯賽盃新英雄獎 - 2007年

### 球隊
- 亞足聯冠軍聯賽 - 2008年
- 天皇杯 - 2008年、2009年（日语：第89回天皇杯全日本サッカー選手権大会）
- 日本聯賽盃 - 2007年（日语：2007年のJリーグカップ）
- 日本超級盃 - 2007年

## 外部連結
- Profile at Albirex Niigata
- 安田理大在 National-Football-Teams.com 上的出场纪录
- Japan National Football Team Database （页面存档备份，存于）
- 日本職業足球聯賽中的安田理大 （日語）
- 安田理大在kleague.com上的出场纪录
- LIRIO NET BLOG Yasuda （页面存档备份，存于）
- 安田理大 – FIFA國際賽競賽紀錄 (存檔)（英文）